# Противолодъчен самолетоносач
Противолодъчен самолетоносач е самолетоносач, предназначението на който е борба с подводници, осъществявано с помощта на противолодъчни самолети и хеликоптери, базирани на кораба.

## История
В края на 1950-те – началото на 1960-те години, във връзка с нарасналата опасност от страна на съветските подводници, въоръжени с ракетно оръжие, във ВМС на САЩ е взето решение за организирането на противолодъчни издирвателно-ударни групи, с ядро противолодъчни самолетоносачи.

## Използване
Във ВМС на СССР типовете „Москва“ и „Киев“ са използвани като противолодъчни хеликоптероносачи.
В качеството на противолодъчни се използват самолетоносачите от типа „Есекс“ от времето на Втората световна война, които с влизането в строй на нови самолетоносачи се прекласифицират на CVS.
Всичко в противолодъчни са прекласифицирани 21 самолетоносача от типа „Есекс“ и самолетоносачът „Ентърпрайз“ (USS Enterprise (CV-6)) от типа „Йорктаун“.
Преобразуването на ударния самолетоносач в противолодъчен се заключава в изменение на състава на неговата авиогрупа. Типовата авиогрупа на противолодъчния самолетоносач се състои от следните самолети:
| Предназначение                               | Тип                                  | Количество |
| -------------------------------------------- | ------------------------------------ | ---------- |
| Противолодъчен самолет                       | S-2 „Тракер“                         | 20 – 40    |
| Противолодъчен хеликоптер                    | SH-3 „Сий Кинг“ или HSS-1N „Сибет“   | 16 – 20    |
| Самолет за далечно радиолокационно откриване | E-1 „Трейсър“ или AD-5W „Скайрайдър“ | 4 – 5      |
| Транспортен самолет                          | C-1 „Трейдър“                        | 0 – 1      |

През 1962 г. в състава на ВМС на САЩ има следните противолодъчни самолетоносачи:
| Самолетоносач  | Номер на борда | Години служба в качество на CVS |
| -------------- | -------------- | ------------------------------- |
| Essex          | CVS-9          | 1960 – 1969                     |
| Yorktown       | CVS-10         | 1958 – 1970                     |
| Intrepid       | CVS-11         | 1962 – 1974                     |
| Hornet         | CVS-12         | 1958 – 1970                     |
| Randolph       | CVS-15         | 1959 – 1969                     |
| Lexington      | CVS-16         | 1962 – 1969                     |
| Wasp           | CVS-18         | 1956 – 1971                     |
| Bennington     | CVS-20         | 1959 – 1970                     |
| Kearsarge      | CVS-33         | 1958 – 1970                     |
| Lake Champlain | CVS-39         | 1957 – 1966                     |